# Step Up (ścieżka dźwiękowa)
Step Up soundtrack – ścieżka dźwiękowa do filmu Step Up - Taniec zmysłów.
Wydana 8 sierpnia 2006, śpiewają na niej m.in. Mario, Ciara, Kelis, Chris Brown, Yung Joc, Jamie Scott oraz Chamillionaire. Głównymi singlami są "Give It Up To Me" - Sean Paula i Keyshia Cole oraz "Get Up" - Ciary i Chamillionaire. Inne single to "80's Joint" - Kelis, "Dear Life" - Anthony Hamiltona, "Imma Shine" - YoungBloodZ oraz "Show Me The Money" - Peteya Pablo. Soundtrack został wyprodukowany przez Samanthę Jade i Wyclefa Jeana. Otrzymał złoty certyfikat RIAA (Recording Industry Association of America).

## Lista utworów
| #   | Tytuł                               | Artysta                                    |
| --- | ----------------------------------- | ------------------------------------------ |
| 1.  | "Bout It"                           | Yung Joc ft. 3LW                           |
| 2.  | "Get Up"                            | Ciara ft. Chamillionaire                   |
| 3.  | "(When You Gonna) Give It up to Me" | Sean Paul ft. Keyshia Cole                 |
| 4.  | "Show Me The Money"                 | Petey Pablo                                |
| 5.  | "80's Joint"                        | Kelis                                      |
| 6.  | "Step Up"                           | Samantha Jade                              |
| 7.  | "Say Goodbye"                       | Chris Brown                                |
| 8.  | "Dear Life"                         | Anthony Hamilton                           |
| 9.  | "For The Love"                      | Drew Sidora ft. Mario                      |
| 10. | "Ain't Cha"                         | Clipse ft. Re-Up Gang, Roscoe P. Goldchain |
| 11. | "I'mma Shine"                       | Youngbloodz                                |
| 12. | "Feelin' Myself"                    | Dolla                                      |
| 13. | "Til The Dawn"                      | Drew Sidora                                |
| 14. | "Lovely"                            | Deep Side                                  |
| 15. | "U Must Be"                         | Gina Rene                                  |
| 16. | "Made"                              | Jamie Scott                                |

## Listy przebojów
| Rok  | Lista                 | Pozycja |
| ---- | --------------------- | ------- |
| 2007 | The Billboard 200     | 6       |
| 2006 | The ARIA Album Top 50 | 85      |

- Soundtrack zajmował #6 miejsce na liście Billboard 200, równocześnie z singlami "Get Up" Ciary, "Give It Up To Me "Sean Paula i Keyshia Cole oraz "Say Goodbye" Chrisa Browna.

| Rok  | Artysta                    | 'Singel            | Pozycja na liście | Pozycja na liście | Pozycja na liście |
| Rok  | Artysta                    | 'Singel            | U.S.              | U.S. R&B          | Pop 100           |
| ---- | -------------------------- | ------------------ | ----------------- | ----------------- | ----------------- |
| 2006 | Sean Paul ft. Keyshia Cole | "Give It Up To Me" | 3                 | 5                 | 9                 |
| 2006 | Ciara ft. Chamillionaire   | "Get Up"           | 7                 | 10                | 13                |
| 2006 | Chris Brown                | "Say Goodbye"      | 10                | 1                 | 43                |